# Dictyonella madeirensis
Dictyonella madeirensis är en svampdjursart som först beskrevs av Topsent 1928.  Dictyonella madeirensis ingår i släktet Dictyonella och familjen Dictyonellidae. Inga underarter finns listade i Catalogue of Life.